# Loyal (Oklahoma)
Loyal é uma cidade  localizada no estado norte-americano de Oklahoma, no Condado de Kingfisher.

## Demografia
Segundo o censo norte-americano de 2000, a sua população era de 81 habitantes.
Em 2006, foi estimada uma população de 83, um aumento de 2 (2.5%).

## Geografia
De acordo com o United States Census Bureau tem uma área de
0,2 km², dos quais 0,2 km² cobertos por terra e 0,0 km² cobertos por água. Loyal localiza-se a aproximadamente 335 m acima do nível do mar.

## Localidades na vizinhança
O diagrama seguinte representa as localidades num raio de 28 km ao redor de Loyal.